# Czesława Piecuch
Czesława Antonina Piecuch (ur. w Zabrzu) – polska filozof, profesor nauk humanistycznych, badaczka i popularyzatorka myśli Karla Jaspersa. 
Przedmiotem jej zainteresowania jest współczesna filozofia człowieka, przede wszystkim w ujęciu Karla Jaspersa, ale także innych przedstawicieli współczesnej myśli egzystencjalnej, niemieckiej i francuskiej, Martina Heideggera, Gabriela Marcela, Alberta Camusa, Lwa Szestowa, austriackiego psychiatry Victora Frankla i innych. W swych badaniach koncentruje się na kondycji człowieka widzianej w perspektywie dramatyzmu ludzkiego istnienia, doświadczenia cierpienia, przemijania i śmierci, poszukiwania sensu życia i znaczenia zła w życiu ludzkim. Porusza także zagadnienie możliwości metafizyki we współczesnej filozofii oraz sytuacji filozofii w obliczu rozwoju naukowego myślenia, a także niektóre kwestie z zakresu etyki.

## Życiorys
Urodziła się w Zabrzu, dzieciństwo i młodość spędziła w rodzinnym miasteczku Tymbark. W 1972 r. ukończyła studia magisterskie na Akademii Ekonomicznej w Krakowie, a w 1975 r. równoległe studia magisterskie na Uniwersytecie Jagiellońskim. Na Wydziale Filozoficznym UJ uzyskała stopień doktora (1982 r.) i doktora habilitowanego (1999 r.). W 2012 r. uzyskała tytuł naukowy profesora nauk humanistycznych. Jej mentorami byli profesorowie Adam Węgrzecki i Władysław Stróżewski. Od 1972 r. była wykładowcą na Akademii Ekonomicznej w Krakowie, w 2000 r. przeniosła się do Instytutu Filozofii i Socjologii na Uniwersytecie Pedagogicznym w Krakowie, na którym kierowała Katedrą Filozofii Współczesnej i w którym pełniła ponadto funkcje wicedyrektora IFiS, a także członka Senatu UP.
Inicjatorka powstania w 2009 r. i prezes Polskiego Towarzystwa Karla Jaspersa.
Organizatorka od 2009 r. odbywanych cyklicznie co dwa lata polskich Konferencji Jaspersowskich
Redaktorka Serii Jaspersowskiej wydawanej przez Universitas i Wydawnictwo UP Kraków.
Przewodnicząca Komitetu Okręgowego Olimpiady Filozoficznej w Krakowie od 2011 r.
Członek Advisory Board: Jahrbuch der Österreichischen Karl Jaspers Gesellschaft, Studien Verlag, Universität Graz, red. Kurt Salamun.
Członek Advisory Board: Existenz – International Journal in Philosophy, Religion, Politics, and the Art, red. Helmut Wautischer.
Członek Advisory Board: International Association of Jaspers Societies (IAJS), Bazylea.
Członek Advisory Board serii wydawniczej: Forschungen zu Karl Jaspers und zur Existenzphilosophie, red. Anton Hügli, Kurt Salamun, wyd. Schwabe, Bazylea.
Uczestniczka Światowych Kongresów Filozofii i cyklicznych Jaspersowskich Sympozjów w Klingenthal.

## Nagrody i odznaczenia
Złoty Krzyż Zasługi (2018 r.)
Medal Złoty za długoletnią Służbę (2012).
Medal: Zasłużony dla Uniwersytetu Pedagogicznego im. Komisji Edukacji Narodowej w Krakowie.

## Wybrane publikacje
Dorobek obejmuje ponad 90 publikacji naukowych w czasopismach polskich i zagranicznych, w tym: 8 książek (5 redakcji), ponad 80 recenzowanych artykułów naukowych, 5 przekładów z języka niemieckiego (3 książki i 2 artykuły).
- Doświadczenie egzystencjalne w perspektywie metafizycznej WN AE, Kraków 1998,

- Człowiek metafizyczny PWN Kraków 2001
- Metafizyka egzystencjalna Karla Jaspersa, Universitas 2011, przekład niemiecki: Die existentielle Metaphysik von Karl Jaspers,wyd. Schwabe, Bazylea 2019
- Es ist gleichgültig, wer die Wahrheit ausspricht, [w:] Vermächtnis und Aufgabe. KarI Jaspers: Kommunikation–Weltgeschichte der Philosophie–Weltphilosophie, red. L. E. Ehrlich, R. Wisser, Würzburg 1998
- Ucieczka od świata. Kwartalnik Filozoficzny, t. XXVIII, Z. 3/2000,
- Racja i cena istnienia, [w:] Wielkość i piękno filozofii, red. J. Lipiec, Collegium Columbinum Kraków 2003,
- The second Axial Age: fullfilling the human destinity, w: Philosophical faith and the future of humanity, red. H. Wautischer, A. Olson, G. J. Walters, Springer Verlag 2012
- Osobisty wymiar myślenia filozoficznego w ujęciu Karla Jaspersa, czyli o wzajemnej zależności filozofii i życia osobowego, w: Karl Jaspers: w kręgu wielkich myślicieli współczesności, red. Cz. Piecuch, Universitas, Kraków 2015
- Evil as the Ghostly Doppelgänger of Good in Karl Jaspers, w: Existenz. An International Journal in Philosophy, Religion, Politics, and the Art, Vol. 11 (2016)
- Welteinheit: rationale Entscheidung oder kosmische Notwendigkeit? w: Kulturkonflikte und Kommunikation. Zur Aktualität von Jaspers‘ Philosophie, red. A. Cesana, Königshausen @Neumann, Würzburg 2016
- Jaspers‘ Vernunft im Dienst an der Wahrheit des Nichtvernünftigen, w: Jahrbuch der Österreichischen Karl-Jaspers-Gesellschaft, 33 (2020)
- Karl Jaspers’ Konzeption der Grenzsituationen und ihr Einfluss auf die heutige Psychoterapie, Studi jaspersiani X 2022

Redakcja naukowa monografii wieloautorskich:
- Kondycja człowieka współczesnego, WN UP Kraków 2006
- Karl Jaspers: Myślenie zaangażowane, Kraków  2011
- Karl Jaspers: Człowiek w epoce przełomu, WN UP Kraków 2013
- Karl Jaspers: W kręgu wielkich myślicieli współczesności, Kraków 2015
- Karl Jaspers: Filozof – świadek czasu, Universitas Kraków 2016
- Karl Jaspers: Logos i alogon, Universitas Kraków 2019
- Karl Jaspers, Filozofia wieczysta – filozofia czasu. WN UP Kraków 2021

Przekłady dzieł filozoficznych z języka niemieckiego, m.in.:
- Karl Jaspers, Rozum i egzystencja, PWN Warszawa 1991
- Karl Jaspers, Nietzsche a chrześcijaństwo, PWN Warszawa 1991
- Karl Jaspers, Szyfry transcendencji, Comer Toruń 1995